# Parafia Matki Bożej Częstochowskiej w Byszynie
Parafia pw. Matki Bożej Częstochowskiej w Byszynie – parafia należąca do dekanatu Białogard, diecezji koszalińsko-kołobrzeskiej, metropolii szczecińsko-kamieńskiej. Została utworzona 2 lipca 1957 roku. Siedziba parafii mieści się pod numerem 15.

## Miejsca święte

### Kościół parafialny
Kościół pw. Matki Bożej Częstochowskiej w Byszynie
Kościół parafialny został zbudowany w XIX wieku przez Ewangelicki Kościół Unii Staropruskiej, poświęcony w 1946 roku. 

### Kościoły filialne i kaplice
- Kaplica pw. Matki Bożej Szkaplerznej w Wicewie
- Kaplica pw. św. Józefa Oblubieńca Najświętszej Maryi Panny w Tychówku
- Punkt odprawiania Mszy św. w Czarnowęsach